# Simon Barry
 (mars 2015).
Si vous disposez d'ouvrages ou d'articles de référence ou si vous connaissez des sites web de qualité traitant du thème abordé ici, merci de compléter l'article en donnant les références utiles à sa vérifiabilité et en les liant à la section « Notes et références ».
Simon Barry est un scénariste canadien né le 25 septembre 1966 à Londres en Grande-Bretagne.
Il est notamment le créateur de la série Continuum sur la chaîne Syfy. Il a été aussi scénariste pour le cinéma avec des longs métrages comme L'Art de la Guerre avec Wesley Snipes ou bien encore pour la télévision avec The Falling. Il a aussi été producteur exécutif pour le long métrage Hamlet réalisé par Bruce Ramsay en 2011.

## Filmographie
Scénariste
- 1998 : « The Falling » (présentation de l'œuvre), sur l'Internet Movie Database (film, 1998), de Raul Sanchez Inglis
- 2000 : L'Art de la Guerre (US, The Art of War), de Christian Duguay
- 2008 : Vice, de Raul Inglis
- 2008 : La Prophétie (US, Ghouls), de Gary Jones
- 2012-2015 : Continuum
- 2014 : Braquage à l'américaine (US, American Heist), de Sarik Andreassian
- 2017 : Ghost Wars (série télévisée)
- depuis 2020 : Warrior Nun (série télévisée)
- 2025 : Bet (série Netflix)